# Trechter
|  |
|  |

19e-eeuwse high tech: de tweerichtingstrechter van de vacuümkoffiezetter. Bij verhitting stijgt het water naar de bovenste bol, bij afkoelen trekt een vacuüm de koffie door een filter naar beneden

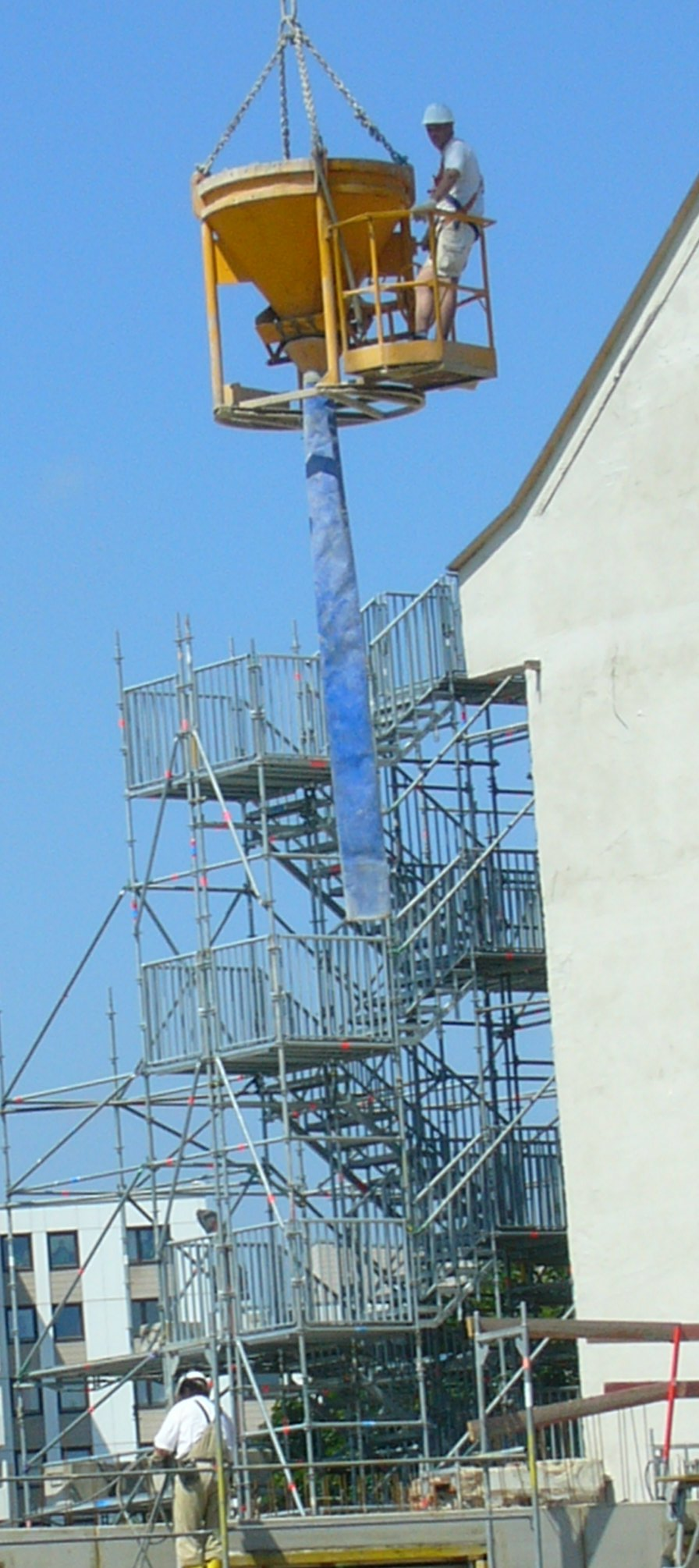
Modern beton: vloeibaar

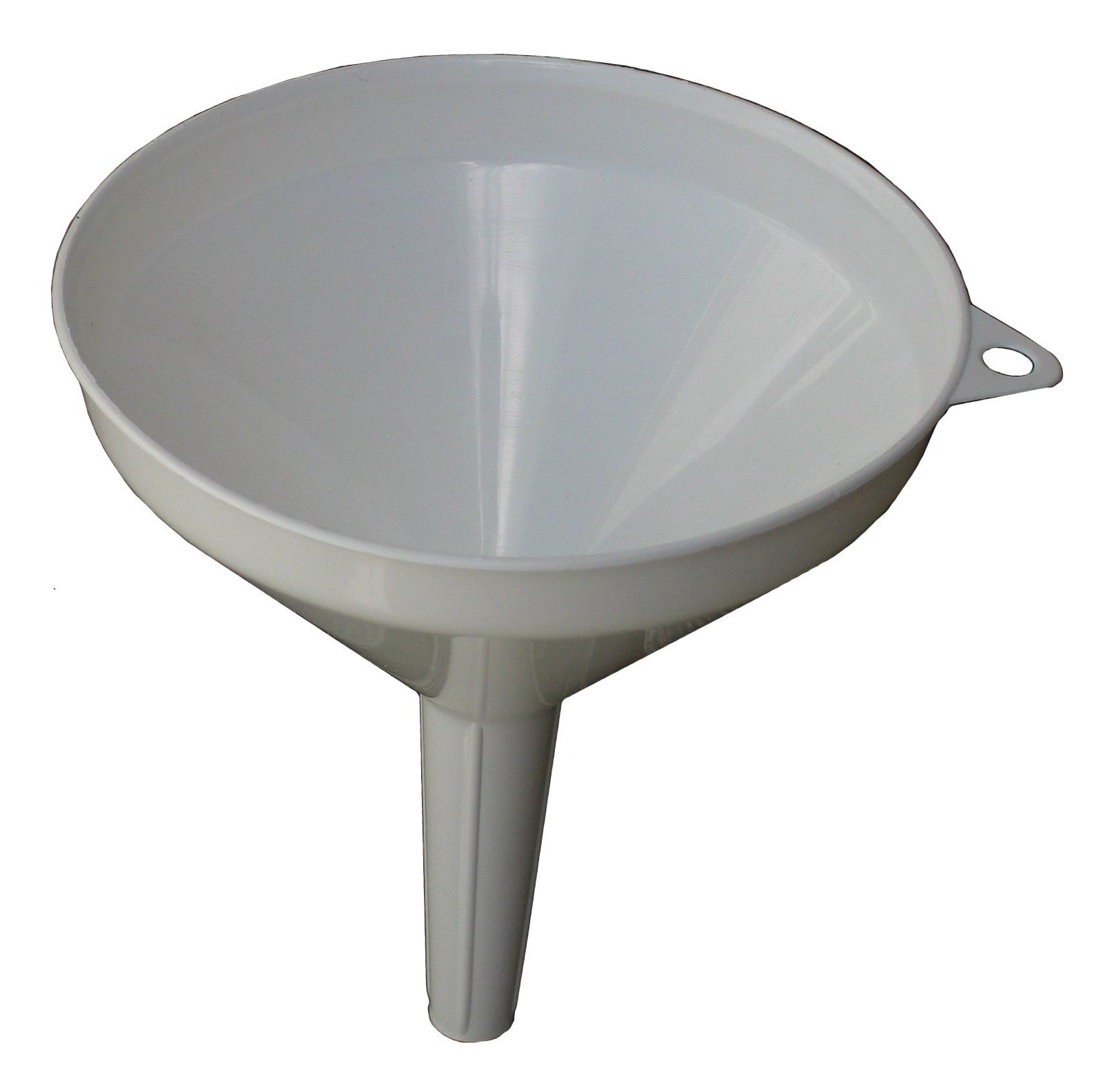
Ronde huishoudtrechter voor vloeistoffen

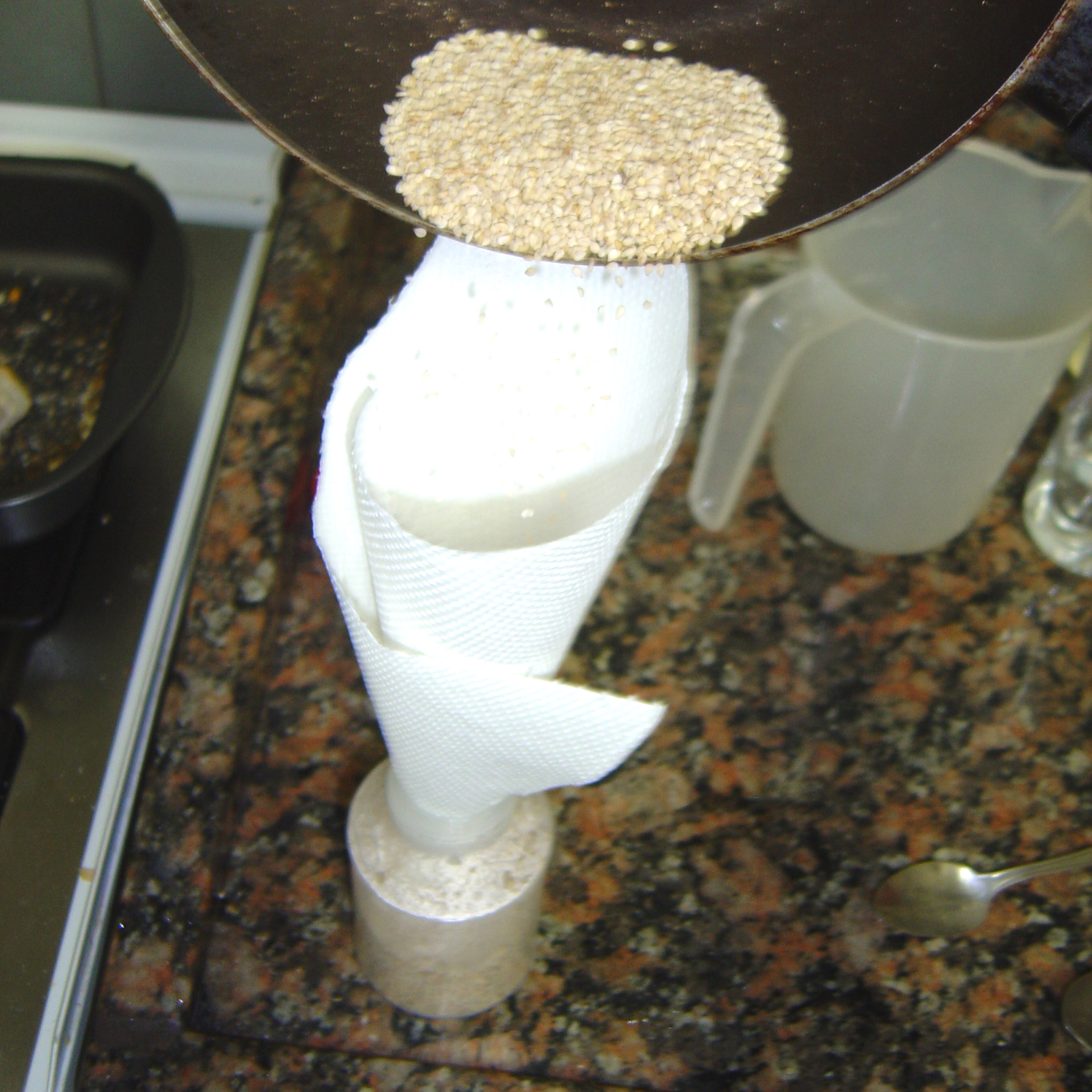
Een geïmproviseerde trechter van keukenpapier

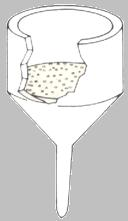
Met een Büchnerfilter, een afzuig-erlenmeyer en een vacuümpomp worden in laboratoria vloeistoffen snel gefilterd

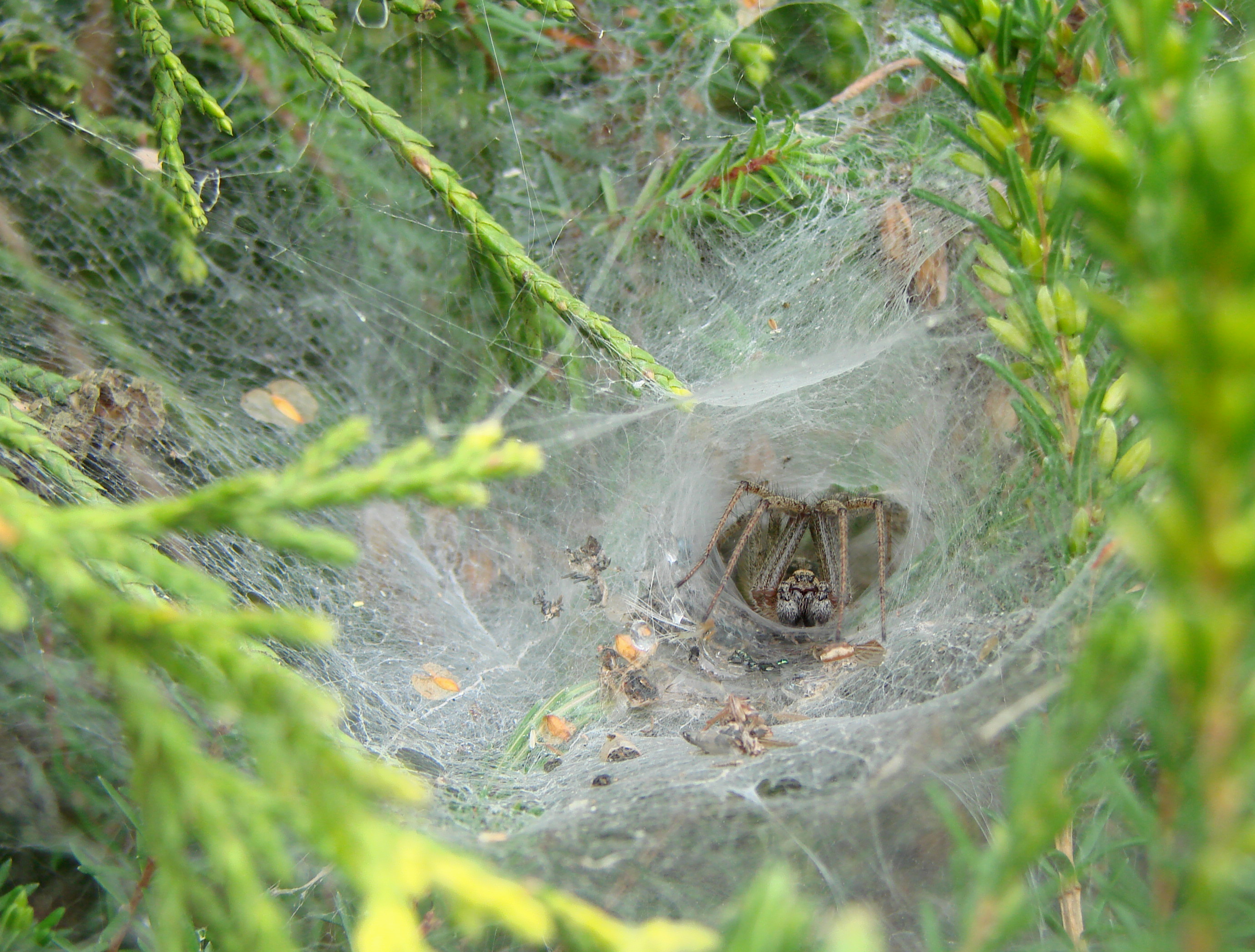
Trechterspin, wachtend op prooi

Een trechter is een taps toelopende constructie, die gewoonlijk gebruikt wordt om vloeistoffen of gebroken of korrelige vaste stoffen te storten of te geleiden. Ze zijn er in uiteenlopende materialen zoals plastic, glas of blik. Meestal eindigt de trechter in een buis voor het vullen van vaten in de chemische industrie, op laboratoria of in de keuken. Om plaatsen makkelijker te maken is deze buis voor vloeistoffen naar onder toe smaller. Voor vaste stoffen wordt een korte rechte buis gebruikt. Soms wordt in de trechter een filter of zeef ingebouwd, bijvoorbeeld om vervuilde vloeistof bij het overgieten tevens te zuiveren. In ruimere zin wordt de term trechter voor allerlei zaken met een gelijkende vorm of functie gebruikt, zie bijvoorbeeld de trechterbekercultuur en de webben van trechterspinnen.

## Vaste stoffen
Vastestoftrechters zijn vaak groot; heel grote zijn zandtrechters en ook die voor grind, puin en andere bouwmaterialen. Zoals veel vastestoftrechters zijn deze van bovenaf gezien hoekig. Dit is nodig om kleine onregelmatigheden in de korrelstroom te veroorzaken. Een ronde trechter doet dit niet en perst dus naar onderen toe de korrels steeds dichter op elkaar: zo'n trechter slaat dicht. Bij harde, min of meer ronde, gladde korrels bestaat dit probleem gewoonlijk niet, vandaar dat bijvoorbeeld een zandloper rond is; onregelmatigheden in de stroom zijn daar natuurlijk ongewenst.
De vorm van de trechter, met name de hellingshoek, is bovendien aangepast aan formaat en vorm van de korrels. In een ronde vloeistoftrechter ontstaat een draaikolk die de leegloop bevordert, maar bij vaste stoffen is dat gewoonlijk onmogelijk, tenzij ze zo snel zouden kunnen stromen dat liquefactie optreedt: de massa gaat zich dan als een vloeistof gedragen. Afhankelijk van de samenstelling kan beton, zolang het niet uitgehard is, als een vloeistof beschouwd worden.

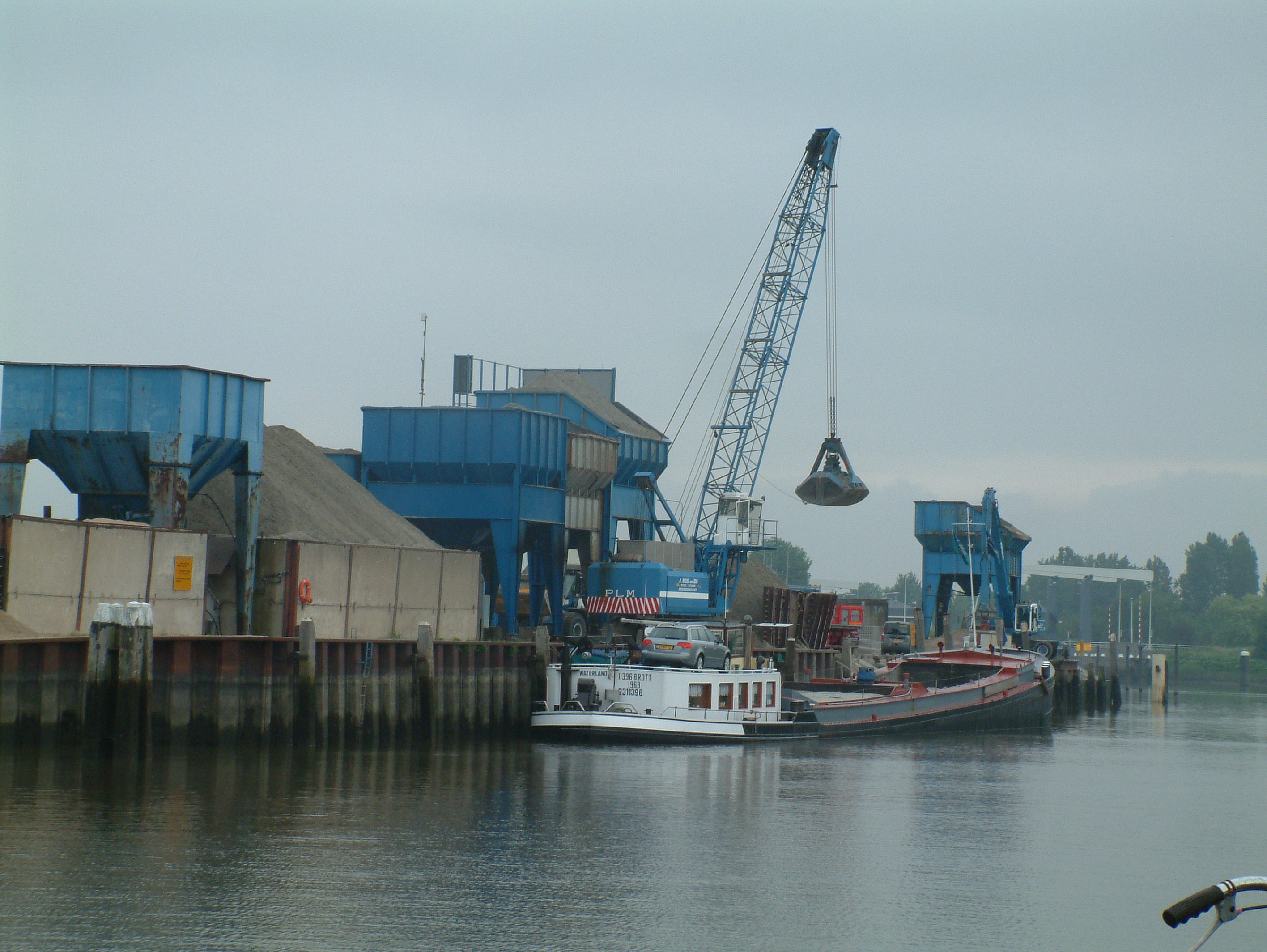
Zandtrechters bij Gouda, juni 2008